# Salix dibapha
Salix dibapha ist ein Strauch aus der Gattung der Weiden (Salix) mit meist 4 bis 6 Zentimeter langen Blattspreiten. Das natürliche Verbreitungsgebiet der Art liegt in China.

## Beschreibung
Salix dibapha wächst als bis zu 4 Meter hoher Strauch. Die Zweige sind schwarzbraun, kahl oder anfangs daunig behaart und später verkahlend. Die Laubblätter haben einen 4 bis 7 Millimeter langen Blattstiel. Die Blattspreite ist eiförmig oder elliptisch oder länglich-elliptisch, 4 bis 6 selten bis 8 Zentimeter lang und 1,4 bis 2 selten bis 2,4 Zentimeter breit. Der Blattrand ist ganzrandig, die Blattbasis keilförmig oder beinahe gerundet, das Blattende spitz oder kurz zugespitzt. Die Blattoberseite ist grünlich oder grün, die Unterseite weißlich, beide Seiten sind kahl.
Die männlichen Blütenstände sind nicht bekannt. Die weiblichen Kätzchen haben einen etwa 5 Millimeter langen, bei Fruchtreife 1 Zentimeter langen Blütenstandsstiel mit manchmal nur einem meist zwei oder drei kleinen Blättern, die früh abfallen können. Die Tragblätter sind dunkelbraun oder gelblich grün, elliptisch-länglich, verkehrt-eiförmig oder verkehrt-eiförmig-länglich mit stumpfem oder beinahe spitzem Ende. Die Unterseite ist zottig behaart und bewimpert oder spärlich zottig behaart, manchmal zur Spitze hin verkahlend. Die Blattoberseite ist kahl. Weibliche Blüten haben eine adaxiale oder eine adaxiale und eine abaxiale Nektardrüse. Die Drüsen sind ganzrandig oder gespalten. Der Fruchtknoten ist schmal eiförmig, etwa 2 Millimeter lang, sitzend und weiß daunig behaart. Der Griffel ist etwa ein Drittel bis halb so lang wie der Fruchtknoten und zweilappig bis gespalten. Die Narbe ist gespalten. Die Früchte sind etwa 4 Millimeter lange Kapseln ohne oder nur mit einem kurzen Stiel. Salix dibapha blüht vor oder mit dem Blattaustrieb im April, die Früchte reifen von Mai bis Juni.

## Verbreitung und Ökologie
Das natürliche Verbreitungsgebiet liegt in der chinesischen Provinz Gansu, im Nordwesten von Yunnan und im Osten des Autonomen Gebiet Tibet. Dort wächst die Art auf Berghängen, an sandigen Ufern und nahe dem Wasser in Höhen von 2600 bis 3100 Metern.

## Systematik
Salix dibapha ist eine Art aus der Gattung der Weiden (Salix) in der Familie der Weidengewächse (Salicaceae). Dort wird sie der Sektion Eriocladae zugeordnet. Sie wurde 1917 von Camillo Karl Schneider in Botanical Gazette; Paper of Botanical Notes wissenschaftlich beschrieben.
Es werden zwei Varietäten unterschieden:
- Salix dibapha var. biglandulosa C.F.Fang mit  kahlen Zweigen, einem etwa 5 Millimeter langen Blütenstandsstiel, gelblich grünen, verkehrt-eiförmigen oder verkehrt-eiförmig-länglichen, unterseits spärlich zottig behaarten Tragblättern und zweidrüsigen weiblichen Blüten. Die Varietät blüht im Juni und Juli.
- Salix dibapha var. dibapha mit anfangs daunig behaarten und später verkahlenden Zweigen, einem etwa 1 Zentimeter langen Blütenstandsstiel, dunkelbraunen, elliptisch-länglichen, unterseits zottig behaarten und bewimperten und manchmal zur Spitze hin verkahlenden Tragblättern und nur eindrüsigen weiblichen Blüten.[1]